# Кеннонболл Еддерлі
Ке́ннонболл Е́ддерлі (англ. Cannonball Adderley), справжнє ім'я Джу́ліан Е́двін Е́ддерлі (англ. Julian Edwin Adderley; 15 вересня 1928, Тампа, Флорида — 8 серпня 1975, Гері, Індіана ) — американський джазовий альт-саксофоніст і композитор, представник стилю хард-боп. Брат корнетиста Нета Еддерлі. Лауреат премії «Греммі» (1968).

## Біографія

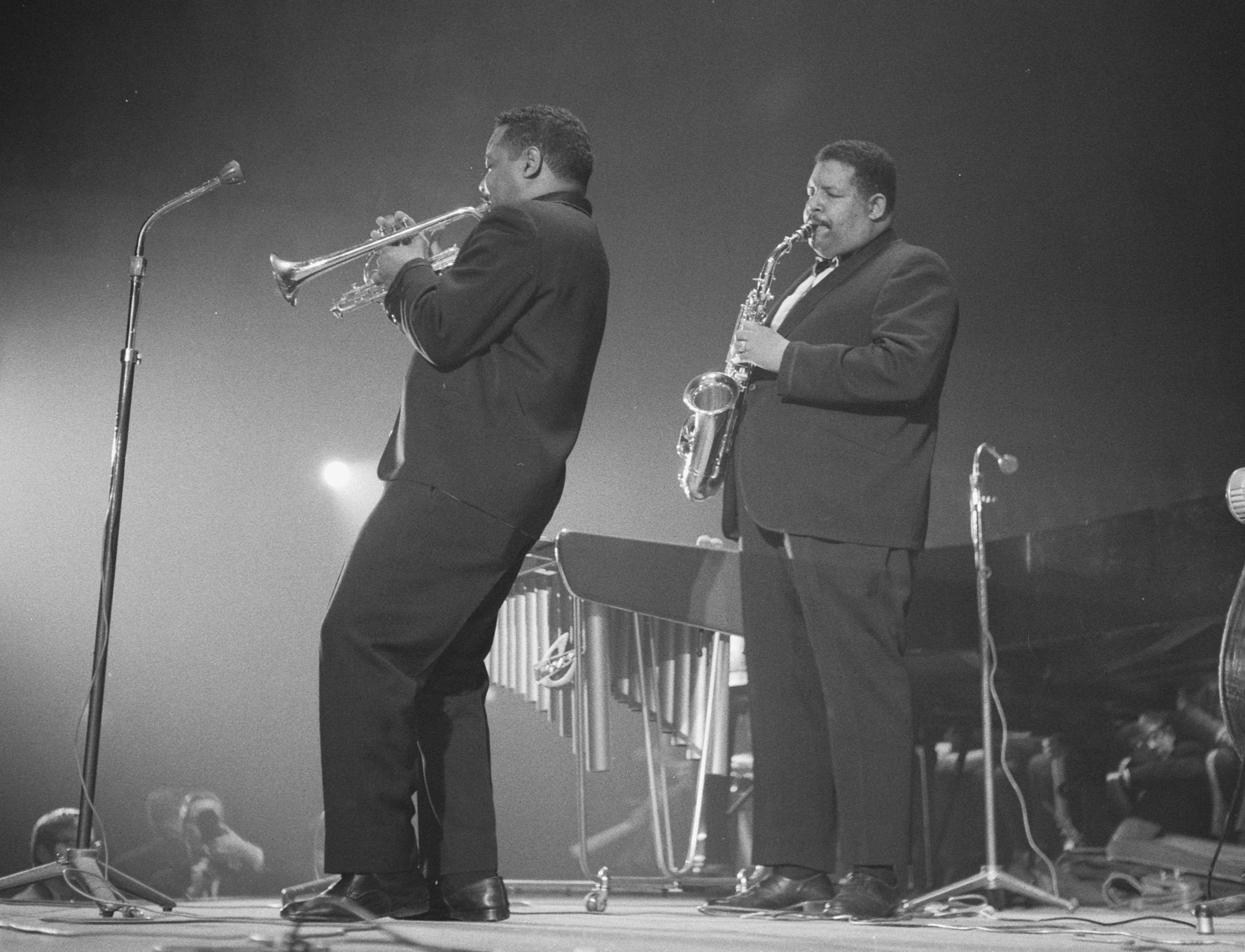
Нет (ліворуч) і Кеннонболл Еддерлі під час виступу в Консертгебау в Амстердамі, 1961

Народився 15 вересня 1928 року в Тампі, штат Флорида. Батько був джазовим корнетистом, походив з музичної родини. Вчився грати на мідних духових і язичкових інструментах у вищій школі в Таллахассі, Флорида у 1944–48 роках; там створив перший гурт, керівником якого був Ліндер Кірскі. З 1948 по 1956 роки Еддерлі був керівником бенду у вищій школі Діллард у Форт-Лодердейлі, Флорида, а також мав свій власний джазовий гурт у (1948–50). Під час служби в армії у 1950–52 роках, став солістом у 36-му армійському танцювальному гурті.
У 1952 році очолив власний гурт у Вашингтоні, де він навчався у Американський військово-морській музичній школі. Очолив ще один гурт у Форт-Ноксі у 1953–53 роках. Отримав прізвисько «Кеннонболл», яке пішло від ранішнього прізвиська «Канібал» (англ. Cannibal), яке йому дали під час навчання у вищій школі за великий апетит.
Еддерлі вперше звернув на себе увагу нью-йорське джазове товариство, коли улітку 1955 року виступив замість Оскара Петтіфорда в клубі Cafe Bohemia, коли останній спізнився на концерт. Після цього почав записуватися на лейблі Savoy, однак невдовзі перейшов на EmArcy. Навесні 1956 року разом зі своїм братом Нетом почав гастролювати зі своїм гуртом. Коли наприкінці 1957 року гурт розпався, приєднався до Майлза Девіса, з яким грав до кінця 1959 року; потім виступав як запрошений соліст з біг-бендом Джорджа Ширінга.
У жовтні 1959 року брати Еддерлі відродили свій квінтет та почали знову грати у стилі боп, створивши один з найбільш популярних джазових колективів початку 1960-х років. Ними були записані такі хіти, як «Work Song», «This Here», «Mercy, Mercy, Mercy». З 1959 по 1965 роки у складі квінету грали такі піаністи, як Джуніор Менс, Боббі Тіммонс, Баррі Гарріс, Віктор Фелдмен, Джо Завінул, Джордж Дюк, Гел Галпер і Майкл Вульфф. Основу ритм-секції сформували ударник Луї Гейз і контрабасист Сем Джонс. У 1961 році до складу увійшов Юсеф Латіф, якого у 1963 році замінив Чарльз Ллойд до липня 1965, коли гурт повернувся до формату квінтету.
Наприкінці 1960-х почав грати на тенор-саксофоні. У 1962 році одружився з актрисою Ольгою Джеймс. Також записувався як сайдмен з Декстером Гордоном, Бадом Пауеллом і Весом Монтгомері. У 1968 році удостоєний премії «Греммі» за найкращий джазовий інструментальний альбом Mercy, Mercy, Mercy! Live at 'The Club' (1967).
Під час гастролів у нього стався геморагічний інсульт і через декілька місяців, 8 серпня 1975 року, він помер у 46-річному віці в Гері, Індіана. Похований в Таллахассі.

## Дискографія
| - Presenting Cannonball Adderley (Savoy, 1955) - Cannonball Enroute (Mercury, 1957) - Cannonball's Sharpshooters (Mercury, 1958) - Somethin' Else (Blue Note, 1958) з Майлзом Девісом - Portrait of Cannonball (Riverside, 1958) - Things Are Getting Better (Riverside, 1958) з Мілтом Джексоном - Blue Spring (Riverside, 1959) з Кенні Доргемом - Cannonball Adderley Quintet in Chicago (Mercury, 1959) - Cannonball Takes Charge (Riverside, 1959) - The Cannonball Adderley Quintet in San Francisco (Riverside, 1959) - Them Dirty Blues (Riverside, 1960) - At the Lighthouse (Riverside, 1960) | - Cannonball Adderley and the Poll-Winners (Riverside, 1960) - Know What I Mean? (Riverside, 1961) з Біллом Евансом - African Waltz (Riverside, 1961) - Plus (Riverside, 1961) - Nancy Wilson/Cannonball Adderley (Capitol, 1961) - The Cannonball Adderley Sextet in New York (Riverside, 1962) - Cannonball in Europe! (Riverside, 1962) - Jazz Workshop Revisited (Riverside, 1962) - Cannonball's Bossa Nova (Riverside, 1962) - Nippon Soul (Riverside, 1963) - Cannonball Adderley Live! (Capitol, 1964) |

## Нагороди
- 1968 — Премія «Греммі» за найкращий джазовий інструментальний альбом — Mercy, Mercy, Mercy! Live at 'The Club' (1967)